# Черепащук, Анатолий Михайлович
Анато́лий Миха́йлович Черепащу́к (род. 7 июля 1940, Сызрань, Куйбышевская область, РСФСР) — советский и российский астрофизик, доктор физико-математических наук, профессор, академик РАН (2006). Директор Государственного астрономического института имени П. К. Штернберга с 1986 по 2019 год. Заведующий кафедрой астрофизики и звездной астрономии астрономического отделения физического факультета МГУ.

## Биография
Анатолий Михайлович Черепащук родился 7 июля 1940 года в городе Сызрань (ныне Самарской области). В детстве большое влияние на него оказал старший друг и корреспондент — поэт Арсений Тарковский, который также увлекался астрономией.
В 1959 году поступил на физико-математический факультет Куйбышевского педагогического института.
В 1962 году перевёлся на астрономическое отделение физического факультета МГУ имени М. В. Ломоносова, которое окончил в 1964 году. После окончания поступил в аспирантуру МГУ, по завершении которой через три года защитил кандидатскую диссертацию «Исследование системы V444 Лебедя. Интерпретация затменных систем как обратная задача фотометрии».
В 1976 году защитил докторскую диссертацию по теме «Методы и результаты узкополосных фотометрических исследований тесных двойных систем с протяженными атмосферами и других нестационарных объектов».
В 1985 году получил звание профессора.
С 1986 года заведующий кафедрой астрофизики и звёздной астрономии, заведующий астрономическим отделением физического факультета МГУ. С того же времени директор ГАИШ, заведующий отделом звёздной астрофизики ГАИШ.
С 1993 года является заместителем председателя астрономического отделения РАН.
В 1997 году избран член-корреспондентом РАН, а в 2006 году — действительным членом РАН.
С 18 сентября 2010 года по 12 февраля 2011 года вёл передачу «Человек. Земля. Вселенная» на «Пятом канале». С 24 июня по 1 декабря 2013 года программа выходила под названием «Большая наука. Человек. Земля. Вселенная» на Общественном телевидении России.

## Научная деятельность
В область научных интересов А. М. Черепащука входят астрофизика, физика звёзд, исследования двойных систем, звёзд Вольфа — Райе, чёрных дыр. В последнее время также занимается проблемой «кротовых нор». Совместно с математиками школы А. Н. Тихонова долгое время занимается обратными задачами астрофизики.
Автор более 250 научных работ.

## Преподавательская деятельность
А. М. Черепащук является профессором физического факультета МГУ. На кафедре астрофизики и звездной астрономии им читается курс «Тесные двойные системы».
Лауреат Ломоносовской премии МГУ 2001 года за педагогическую деятельность.
А. М. Черепащук является руководителем ведущей научной школы России по физике тесных двойных звёздных систем. Подготовил 18 кандидатов и 3 докторов наук.

## Общественная деятельность
- Председатель Секции «Звёзды и планетные системы» Научного совета по астрономии РАН.
- Член оргкомитета комиссии Международного астрономического союза (c 1979 года).
- Член Британского королевского астрономического общества c 1999 года.
- Вице-президент Европейского астрономического общества с 2000 года.
- Член экспертной комиссии РСОШ по физике.
- Заместитель главного редактора «Астрономического журнала».
- Член редколлегий Журнала экспериментальной и теоретической физики, журналов «Природа», «Земля и Вселенная».
- Заместитель главного редактора международного журнала «Astrophysics and Space Science».
- Один из авторов письма десяти академиков

## Награды

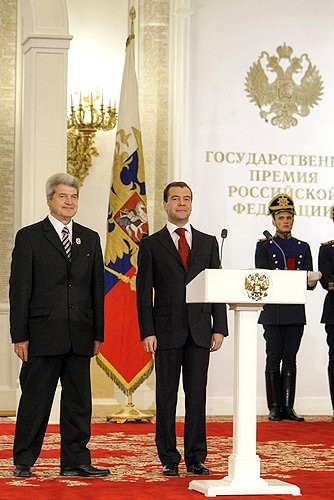
Анатолий Михайлович Черепащук на церемонии вручения Государственной премии Российской Федерации, 2009 год

- Премия Ленинского комсомола (1974) — за цикл работ по обратным задачам теории двойных затменных звёзд
- Ломоносовская премия МГУ I степени за научные исследования (1988)
- медаль «В память 850-летия Москвы» (1997)
- Орден Дружбы (1999)
- Ломоносовская премия МГУ за педагогическую деятельность (2001)
- Премия им. А. А. Белопольского (2002) — за цикл работ «Исследования тесных двойных звёзд на поздних стадиях эволюций»
- Орден Почёта (2005)
- Государственная премия Российской Федерации в области науки и технологий (2008)
- Премия Правительства Российской Федерации в области образования 2013 года (12 ноября 2013) — за научно-практическую разработку "Создание инновационно-образовательного центра Московский планетарий для популяризации естественно-научных знаний и внедрения эффективных технологий обучения"
- Орден Александра Невского (8 июня 2020) — за заслуги в научно-педагогической деятельности, подготовке высококвалифицированных специалистов и многолетнюю добросовестную работу[6].

## Фильмография
В 1975 году вышел документальный фильм Семёна Райтбурта «Девять писем одного года», о пути Черепащука к астрономии, основанный на очерке А.Аграновского «Комета Черепащука», опубликованном в 1958 году.